# Clarinda Sinnige
Clarinda Maria Sinnige (Amsterdã, 14 de janeiro de 1973) é uma ex-jogadora de hóquei sobre a grama neerlandesa que atuava como goleira. Jogou pela seleção de seu país e conquistou duas medalhas olímpicas: um bronze nos Jogos de Sydney de 2000 e a prata em Atenas 2004, quando se aposentou das competições internacionais.

## Carreira

### Olimpíadas de 2000
Nos Jogos de Sydney de 2000, Clarinda e suas companheiras de equipe levaram a seleção neerlandesa à conquista da medalha de bronze do torneio olímpico. Na primeira fase, os Países Baixos terminaram em terceiro lugar do grupo. Na segunda fase, composta por um único grupo de seis equipes, as neerlandesas também ficaram em terceiro, classificando-se assim para a disputa do bronze. Nesta partida, Clarinda Sinnige ajudou seu time na vitória de 2 a 0 sobre a Espanha.

### Olimpíadas de 2004
Sinnige conquistou uma medalha de prata nos Jogos Olímpicos de Atenas de 2004. A seleção neerlandesa chegou às semifinais após terminar a fase de grupos do torneio em primeiro lugar, com quatro vitórias em quatro jogos. Em 24 de agosto, os Países Baixos derrotaram a Argentina por 4 a 2, conseguindo vaga na grande final, que foi disputada dois dias depois contra as alemãs. Na decisão, a Alemanha venceu por 2 a 1, e Sinnige ficou com a prata.